# Omar Banana
Omar Banana (Huelva, 7 d'octubre de 1994) és un actor espanyol. Va ser nominat al XXXVIII Premis Goya en la categoria de Millor actor revelació per la seva participació en la pel·lícula Te estoy amando locamente.

## Biografia
Es va criar en el barri d'Isla Chica, a Huelva. D'adolescent es va apuntar a una escola de dansa contemporània en aquesta ciutat.
En 2019 va participar en un capítol de la sèrie Paquita Salas. A l'any següent va interpretar a Manolito en la sèrie Veneno de Javier Ambrossi i Javier Calvo.
El 2023 va tenir el paper protagonista a la pel·lícula Te estoy amando locamente, pel qual va ser nominat al XXXVIII Premis Goya en la categoria de Millor actor revelació i al de Millor actor revelació als XXXII Premis de la Unión de Actores

## Filmografia

### Cinema
| Any  | Títol                       | Paper        | Notes        |
| ---- | --------------------------- | ------------ | ------------ |
| 2007 | Hasta el viento tiene miedo |              |              |
| 2010 | Loving The Bad Man          | Policia #2   |              |
| 2014 | Treasure Man                | Treasure Man | Curtmetratge |
| 2017 | Separations                 | Luke         | Curtmetratge |
| 2017 | La Dama de Sal              | Niño         | Curtmetratge |
| 2017 | Desire                      | Thomas       | Curtmetratge |
| 2018 | Zweite Haut                 | Venedor      | Curtmetratge |
| 2018 | Haraam                      | Asha         |              |
| 2019 | Through a Dark Mirror       | Lincoln      |              |
| 2023 | Te estoy amando locamente   | Miguel       |              |
| 2023 | Marco Polo                  | Marco        |              |

### Televisió
| Any       | Títol               | Paper      | Notes       |
| --------- | ------------------- | ---------- | ----------- |
| 2017      | Wartime Crime       | Chicano    | 1 episodi   |
| 2019      | Paquita Salas       | Omar       | 1 episodi   |
| 2019      | Amor superdotado    | Goyo       | 8 episodis  |
| 2020      | Veneno              | Manolito   | 1 episodi   |
| 2021      | Reyes de la noche   | Jorge      | 4 episodis  |
| 2021      | La reina del pueblo | Javi       | 6 episodis  |
| 2021      | Sin novedad         | Bony       | 6 episodis  |
| 2022-2023 | Express             | Zero       | 16 episodis |
| 2023      | Sky Rojo            | Repartidor | 1 episodi   |